# Jægerspris
Jægerspris – miasto na Zelandii na półwyspie Hornsherred, leży 6 km na północny zachód od Frederikssund. 

## Historia
Miasto powstało ok. 1870 r. wokół zamku Jægerpris Slot.
Do roku 2007 miasto było siedzibą gminy Jægerspris. Od roku 2007 wchodzi w skład nowej gminy Frederikssund.